# Weizhu Bao
Weizhu Bao (em chinês:  包维柱; Província de Xianxim, China, 27 de setembro de 1969) é um matemático chinês, professor da Universidade Nacional de Singapura.

## Biografia
Bao completou a graduação em matemática em 1991 na Universidade Tsinghua, onde obteve um doutorado em 1995, orientado por Houde Han, com a tese Artificial Boundary Conditions for Incompressible Viscous Flows and Their Applications. Foi subsequentemente membro da faculdade da Universidade Tsinghua (1995-2000), com períodos como visitante no Imperial College London (1996 — 1997), Instituto de Tecnologia da Geórgia (1998 — 2000) e Universidade de Wisconsin-Madison (setembro a dezembro de 2000). Foi para a Universidade Nacional de Singapura como professor assistente em 2001 e tornou-se full professor em 2009.
Foi palestrante convidado do Congresso Internacional de Matemáticos em Seul (2014: Mathematical Models and Numerical Methods for Bose-Einstein Condensation), na seção Mathematics in Science and Technology.

## Publicações selecionadas
- Hubbard model for atomic impurities bound by the vortex lattice of a rotating BEC (with T. H. Johnson, Y. Yuan, S. R. Clark, C. Foot and D. Jaksch), Physical Review Letters, 116 (2016), 240402.
- A uniformly accurate multiscale time integrator pseudospectral method for the Klein-Gordon equation in the nonrelativistic limit regime (with Y. Cai and X. Zhao), SIAM Journal Numerical Analysis, 52 (2014), 2488-2511.
- Phase field approach for simulating solid-state dewetting problems (with W. Jiang, C. V. Thompson and D. J. Srolovitz), Acta Materialia, 60 (2012), 5578-5592.
- Computing the ground state solution of Bose-Einstein condensates by a normalized gradient flow (with Q. Du), SIAM Journal of Scientific Computing, 25 (2004), 1674-1697.
- On time-splitting spectral approximation for the Schroedinger equation in the semiclassical regime (with S. Jin and P.A. Markowich), Journal of Computational Physics, 175 (2002), 487-524.